# Jorge Cazulo
Jorge Cazulo, vollständiger Name Jorge Luis Cazulo, (* 14. Februar 1982 in Maldonado) ist ein ehemaliger peruanisch-uruguayischer Fußballspieler und heutiger -trainer.

## Spielerkarriere
Der 1,77 Meter große Defensivakteur Cazulo gehörte zu Beginn seiner Karriere im Jahr 2004 der Mannschaft von Plaza Colonia an, für die er in 29 Spielen der Primera División auflief. 2005 war er bei Miramar Misiones aktiv und bestritt 25 Erstligapartien. In der Clausura 2006 kam er beim Club Atlético Peñarol in sechs Begegnungen der höchsten uruguayischen Spielklasse zum Einsatz. Es folgten neun Erstligaeinsätze in der Apertura 2006 für Bella Vista. Ein Ligator gelang ihm bei diesen Vereinsstationen nicht. In der ersten Jahreshälfte 2007 war Deportivo Maldonado sein Arbeitgeber. Während der restlichen sechs Monate stand Cazulo in Diensten der Rampla Juniors und erzielte bei 14 Erstligaeinsätzen zwei Treffer. Sodann trug er in Reihen von Defensor Sporting mit zwei Toren bei sieben Einsätzen in der Clausura 2008 Primera División zum Gewinn der uruguayischen Meisterschaft der Spielzeit 2007/08 bei.
Im August 2008 wechselte Cazulo zu Nacional Montevideo, für die er sieben Erstligaspiele absolvierte und einmal ins gegnerische Tor traf. Am Saisonende wurde er mit diesem Team erneut Uruguayischer Meister. Im September 2009 schloss er sich erneut dem nunmehr nur noch zweitklassigen Deportivo Maldonado an und bestritt in der Apertura 2009 mindestens ein Spiel (kein Tor) in der Segunda División. Sodann setzte er seine Karriere in der Clausura 2010 beim Erstligisten Racing Club de Montevideo fort. Seine Einsatzstatistik bei den Montevideanern weist zwei Tore bei 14 Ligaeinsätzen und fünf Spiele (kein Tor) in der Copa Libertadores 2010 aus. Es folgte ein bis Ende Dezember 2011 währendes Engagement bei CD Universidad César Vallejo. Beim peruanischen Klub stehen 39 Ligaspiele (fünf Tore) und je zwei Partien in der Copa Sudamericana 2010 (ein Tor) und 2011 (kein Tor) für ihn zu Buche.
Ab 2012 gehörte er dem Kader Sporting Cristals an. Für den Hauptstadtklub aus Lima bestritt er Stand: 14. April 2017 196 Partien in der Primera División, bei denen er elf Treffer erzielte. 2012, 2014 und 2016 gewann er mit der Mannschaft die Landesmeisterschaft. Zudem wirkte er in 19 Begegnungen (kein Tor) der Copa Inca und von 2013 bis 2017 in den jährlichen Wettbewerben um die Copa Libertadores in insgesamt 21 Aufeinandertreffen (ein Tor) mit. Im Januar 2021 hat er bei Club Sporting Cristal beendet.

## Trainerkarriere
Seit 2021 ist er als Trainer bei Club Sporting Cristal aktiv. Von Juni bis Dezember 2021 war er Jugendtrainer. Von Juli 2021 an war er zudem bis November 2023 Trainer der 2. Mannschaft und von Januar bis Dezember 2022 Trainer der U20-Mannschaft.

## Erfolge
- Uruguayischer Meister: 2007/08, 2008/09
- Peruanischer Meister: 2012, 2014, 2016